# Brian Udaigwe
Brian Udaigwe (* 19. Juli 1964 in Tiko, Kamerun) ist ein kamerunischer römisch-katholischer Geistlicher, Erzbischof und Diplomat des Heiligen Stuhls.

## Leben
Brian Udaigwe empfing am 2. Mai 1992 die Priesterweihe. Er trat 1994 in den diplomatischen Dienst des Heiligen Stuhls ein und war in den diplomatischen Vertretungen in Simbabwe, Elfenbeinküste, Haiti, Bulgarien, Thailand und Großbritannien tätig sowie als Charge d’Affairs in der Apostolischen Nuntiatur in London.
Papst Benedikt XVI. ernannte ihn am 22. Februar 2013 zum Titularerzbischof von Suelli und zum Apostolischen Nuntius. Die Bischofsweihe spendete ihm Kardinalstaatssekretär Tarcisio Bertone am 27. April desselben Jahres. Mitkonsekratoren waren die Kurienkardinäle Marc Ouellet und Fernando Filoni.
Am 8. April 2013 ernannte Papst Franziskus Udaigwe zum Apostolischen Nuntius in Benin. Am 16. Juli desselben Jahres wurde er zusätzlich zum Apostolischen Nuntius in Togo ernannt. Am 13. Juni 2020 ernannte ihn Papst Franziskus zum Apostolischen Nuntius in Sri Lanka.
Am 12. April ernannte ihn Papst Franziskus zum Apostolischen Nuntius in Äthiopien.